# Lipúsids
Els lipúsids (Lypusidae) són una petita família de lepidòpters ditrisis de la superfamília dels gelequioïdeus (Gelechioidea) amb 3 gèneres i 21 espècies.
Tradicionalment considerada monotípica (amb només el gènere Lypusa amb dues espècies), les recerques recents han demostrat que Lypusa està, en realitat, tan estretament relacionada amb Amphibastis - el gènere tipus de la subfamília Amphisbatinae (o família Amphisbatidae) - que aquests grups podrien fusionar-se. Quin nom s'aplicaria al grup combinat, Amphisbatidae, Amphisbatinae, Lypusidae o Lypusinae, encara està per veure's.